# Disc-Overy
"Disc-Overy" – debiutancki album brytyjskiego rapera Tinie Tempah wydany po raz pierwszy 1 października 2010 przez wytwórnie Parlophone. Na krążku pojawiają się tacy artyści jak Kelly Rowland, Ellie Goulding, Labrinth, Emeli Sandé, Eric Turner czy Swedish House Mafia. Do tej pory na Disc-Overy znalazły się cztery single: "Pass Out", "Frisky", "Written in the Stars" oraz "Invincible". Piąty "Wonderman" ma zostać wydany 7 marca 2011.

## Lista utworów
Disc-Overy zadebiutowało na pozycji numer 1 w angielskim notowaniu UK Albums Chart przy sprzedaży 84,993 kopii. Po dwóch tygodniach liczba sprzedanych płyt osiągnęła 120,793. Disc-Overy zdobyło "platynę" przyznaną przez BPI.
Opracowano na podstawie źródła
1. "Intro" - 3:33
2. "Simply Unstoppable" - 4:28
3. "Pass Out" - 3:16
4. "Illusion" - 3:03
5. "Just a Little" (Feat. Range) - 3:05
6. "Snap" - 3:28
7. "Written in the Stars" (Feat. Eric Turner) - 4:56
8. "Frisky" (Feat. Labrinth) - 3:24
9. "Miami 2 Ibiza" (Swedish House Mafia vs Tinie Tempah) - 3:42
10. "Obsession" - 3:22
11. "Invincible" (Feat. Kelly Rowland) - 3:39
12. "Wonderman" (Feat. Ellie Goulding) - 4:18
13. "Let Go" (Feat. Emeli Sande) - 4:18

iTunes bonus tracks:
1. "Pass Out" (US Version) (Ft. Snoop Dogg) - 4:29
2. "Written in the Stars" (Live) - 3:40

## Notowania
| Notowanie (2010)         | Pozycja |
| ------------------------ | ------- |
| European Top 100 Albums  | 7       |
| German Newcomer Chart    | 16      |
| Irish Albums Chart       | 2       |
| New Zealand Albums Chart | 31      |
| Swiss Albums Chart       | 73      |
| UK Albums Chart          | 1       |

## Wydania
| Kraj            | Data                | Format           | Wytwórnia  |
| --------------- | ------------------- | ---------------- | ---------- |
| Irlandia        | 1 października 2010 | Digital download | Parlophone |
| Irlandia        | 1 października 2010 | CD               | Parlophone |
| Wielka Brytania | 4 października 2010 | Digital download | Parlophone |
| USA             | 8 maja 2011         | Digital download |            |